# Shango (album Juno Reactor)
Shango – piąty album studyjny brytyjskiego zespołu Juno Reactor wydany 9 października 2000 w Wielkiej Brytanii przez wytwórnię Blue Room Released/Electric M.E.L.T. Poza edycją brytyjską wydano również edycję amerykańską oraz japońską. Utwory znajdujące się na albumie należą do nurtu muzyki psychedelic trance oraz goa trance. Album został reedytowany w Japonii 21 sierpnia 2002 przez Universal Music (tego samego dnia reedytowano również pozostałe krążki Juno Reactor oprócz albumu Lu.Ci-Ana, które zostały wydane przed rokiem 2000).

## Premiery
- 9 X 2000 – CD: [BLUEROOM RELEASED/ELECTRIC MELT: ELM8033CD]
- 9 X 2000 – LP: [BLUEROOM RELEASED/ELECTRIC MELT: ELM8033LP]
- 17 X 2000 – CD: [METROPOLIS: MET 185]
- 2000 – CD: [EQUINOX: EQ CD 15]

## Lista utworów
1. "Pistolero" - 06:13
2. "Hule Lam" - 04:00
3. "Insects" - 06:18
4. "Badimo" - 07:13
5. "Masters of the Universe" - 06:05
6. "Nitrogen Part 1" - 08:34
7. "Nitrogen Part 2" - 06:26
8. "Solaris" - 08:58
9. "Song for Ancestors" - 08:07

## Ekipa

### Produkcja

#### Muzyka
- Ben Watkins (wszystkie utwory)
- koprodukcja:
  - Steve Stevens (utwór: 1)
  - Amampondo (utwór: 2)
  - Mike Maguire (utwór: 3)
  - Nick Burton (utwór: 4)
  - Johann Bley (utwór: 5)
  - Alex Paterson (utwór: 6)
  - Greg Hunter (utwór: 6)
  - Stephen Holweck (utwór: 7)
  - Deepak Ram (utwór: 8)
  - Taz Alexander (utwór: 9)
  - Mabi Thobejane (utwory: 4, 5, 9)

#### Wokal
- Busi Mhlongo
- Taz Alexander

### Postprodukcja
- montaż:
  - Greg Hunter
  - Otto The Barbarian
  - Richard Edwards
  - Steev Toth
- Kevin Metcalfe - mastering